# Alfonso Gesualdo
Alfonso Gesualdo (ur. 20 października 1540 w Calitri, zm. 14 lutego 1603 w Neapolu) – włoski duchowny, kardynał. 

## Życiorys
Był przyrodnim bratem Karola Boromeusza. W 1561 mianowany kardynałem i arcybiskupem Conza (zrezygnował 1572). Pracował w administracji Państwa Kościelnego m.in. jako gubernator Amelia i legat w prowincji Marche. Biskup Albano 1583-87 Prefekt Kongregacji ds. Obrzędów od 1585. Protektor Portugalii i Neapolu w Kurii Rzymskiej. Biskup Frascati 1587−89 i Porto e Santa Rufina 1589−91. Uczestniczył w obu konklawe 1590 jako subdziekan Św. Kolegium. W 1591 został przeniesiony do diecezji Ostia e Velletri. Jako dziekan kolegium kardynalskiego przewodniczył konklawe 1591 i 1592 oraz udzielił sakry biskupiej papieżowi Klemensowi VIII. Arcybiskup Neapolu od 1596. Zmarł w Neapolu.